# Hibiscus coulteri
Hibiscus coulteri là một loài thực vật có hoa trong họ Cẩm quỳ. Loài này được Harv. ex A. Gray mô tả khoa học đầu tiên năm 1852.